# Thalita de Jong
Thalita de Jong (Bergen op Zoom, 6 november 1993) is een Nederlandse wielrenster en veldrijdster. In deze laatste discipline werd ze Nederlands, Europees en wereldkampioene. Ze is de oudere zus van Demi de Jong, die eveneens wielrenster was en die in 2020 en 2021 in dezelfde ploeg reed als haar oudere zus.

## Biografie
Thalita de Jong is op 6 november 1993 geboren in het Lievensberg ziekenhuis in Bergen op Zoom. Ze woont sinds haar geboorte in Ossendrecht. 

### 2011-2013

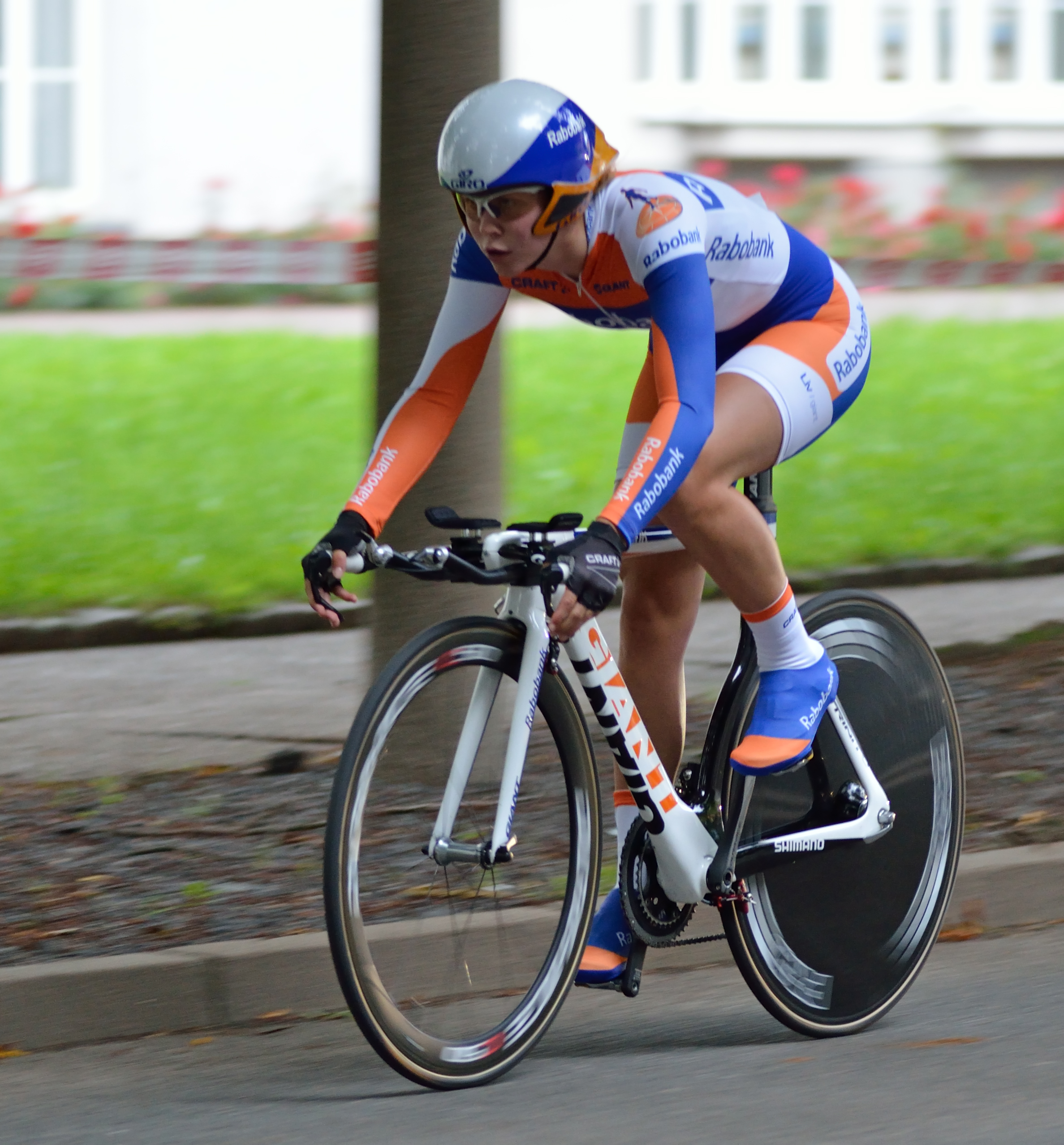
De Jong in de Ronde van Thüringen 2012.

In 2011 werd De Jong Nederlands kampioene in het tijdrijden bij de junioren. Een jaar later in 2012 maakte ze op amper 18-jarige leeftijd de stap naar de elite bij het Rabo-Liv team. In 2013 won ze samen met haar ploeggenotes Lucinda Brand, Pauline Ferrand-Prevot, Roxane Knetemann, Annemiek van Vleuten en Marianne Vos zilver op het WK ploegentijdrit in Florence.

### 2014-2015
Nadat De Jong in haar jeugd al enkele veldritten betwistte, nam ze de draad terug op in het seizoen 2013-2014. Ze won dat seizoen de GP Groenendaal, werd vierde op het NK en achtste op het WK. Door haar val tijdens het WK wegwielrennen 2014 ging het daaropvolgende veldritseizoen de mist in. In 2015 werd De Jong derde op het EK op de weg voor beloften in Tartu. Met haar ploeg Rabo-Liv won ze dat jaar de wereldbeker ploegentijdrit in Zweden en won ze brons op het WK ploegentijdrit in Richmond.

### 2016: NK, WK en EK

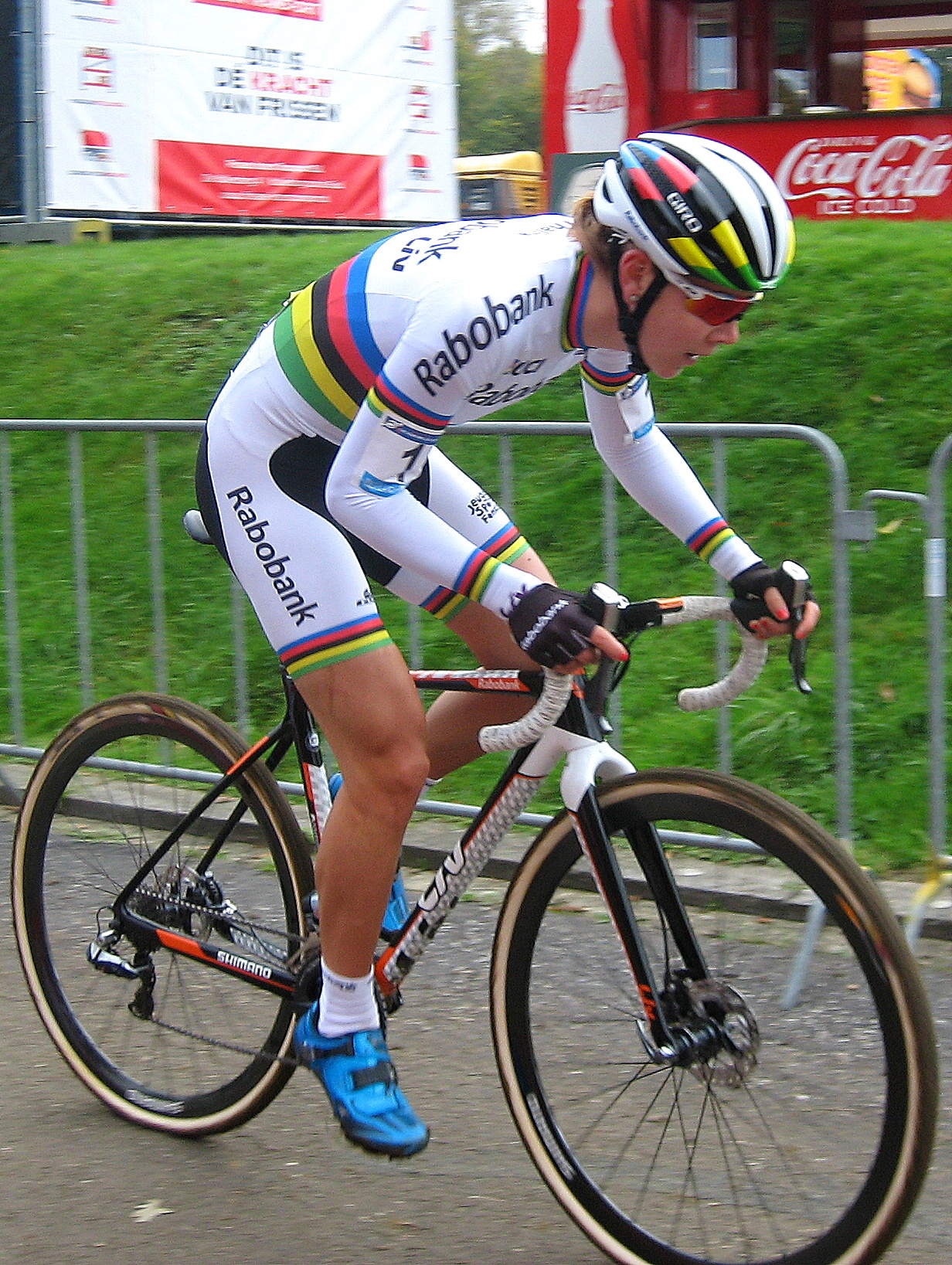
In de regenboogtrui als wereldkampioene veldrijden tijdens de Caubergcross in 2016.

In het seizoen 2015-2016 brak De Jong door. Ze won verschillende kleinere crossen en zowel op het NK als het WK pakte ze het goud. Op de weg in 2016 won ze de ploegentijdrit en erna de middagrit in de Giro del Trentino, werd ze 2e in de proloog in de Giro Rosa en won ze de slotrit, door solo aan te komen uit een vroege kopgroep. Die lijn trok ze door naar het volgende veldritseizoen, met haar eerste wereldbekeroverwinning op de Cauberg in oktober 2016. Op 30 oktober kwam ze als eerste solo aan de eindstreep en werd hiermee kampioen van het EK veldrijden 2016.

### Blessures in 2017
In 2017 kwam De Jong ten val tijdens de wereldbekercross in Hoogerheide waarbij ze een spierscheuring opliep, waardoor ze haar wereldtitel niet kon verdedigen tijdens de wereldkampioenschappen veldrijden 2017. In maart maakte ze haar rentree op de weg met haar nieuwe ploeg Lares-Waowdeals. Haar beste resultaat in de voorjaarsklassiekers was slechts een vijfde plaats in Dwars door Vlaanderen, doordat de blessures bleven aanhouden. In september werd bekend dat ze per 2018 overstapt naar het nieuwe Belgische team Experza-Footlogix.

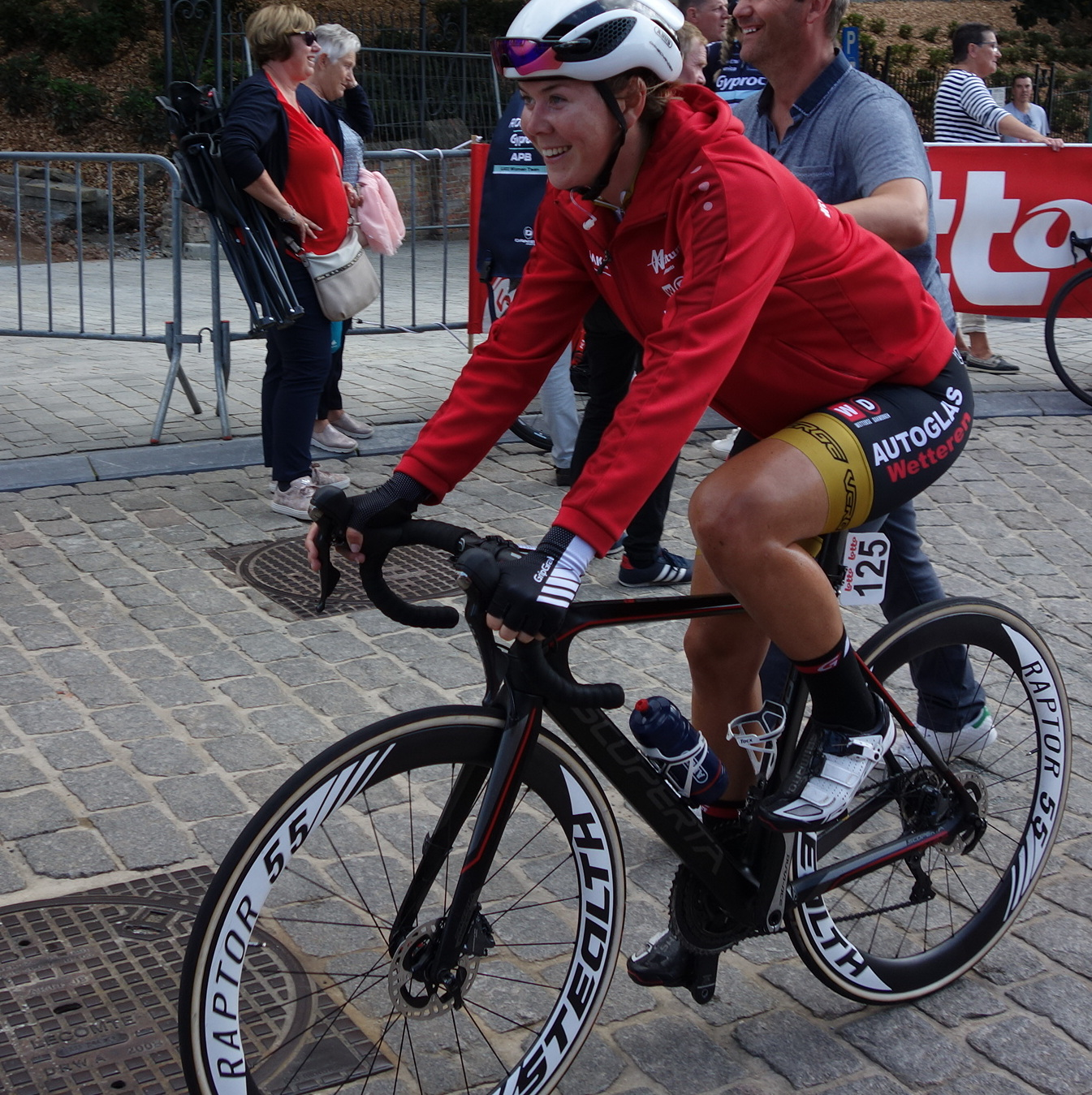
De Jong in de Lotto Belgium Tour 2019.

### Ploegen
De Jong reed van 2012 tot 2016 vijf jaar bij Rabo-Liv. Vanaf 2017 kwam ze uit voor diverse Belgische ploegen: Lares-Waowdeals, Experza-Footlogix, Multum Accountants-LSK, Chevalmeire en diens opvolger Bingoal Casino-Chevalmeire. In 2022 en 2023 reed ze voor Liv Racing Xstra. In 2024 kwam De Jong voor het Belgische Lotto Dstny Ladies uit. In 2025 rijdt ze voor Human Powered Health.

## Palmares

### Veldrijden
| Seizoen                                  | Wereldbeker | Superprestige | Bpost Trofee | WK  | EK  | NK  | Overige                            | Totaal aantal zeges |
| ---------------------------------------- | ----------- | ------------- | ------------ | --- | --- | --- | ---------------------------------- | ------------------- |
| 2013-2014                                |             |               |              | 8e  | DNS | 4e  | St-Michielsgestel                  | 1                   |
| geen deelnames in het seizoen 2014-2015. |             |               |              |     |     |     |                                    |                     |
| 2015-2016                                |             |               | Sint-Niklaas | ↑   | 6e  | ↑   | Ardooie, Contern, Bredene, Pétange | 7                   |
| 2016-2017                                | Valkenburg  | Francorchamps | Ronse        | DNS | ↑   | 5e  | Contern, Bredene, Zonnebeke        | 7                   |
| 2017-2018                                |             |               |              | DNS | DNS | 5e  | Zonnebeke, Leudelange              | 2                   |
| geen deelnames het seizoen 2018-2019.    |             |               |              |     |     |     |                                    |                     |
| 2019-2020                                |             |               |              | DNS | DNS | DNS |                                    | 0                   |
|                                          |             |               |              |     |     |     |                                    |                     |
| Totaal                                   | 1           | 1             | 2            | 1   | 1   | 1   | 10                                 | 17                  |

### Wegwielrennen

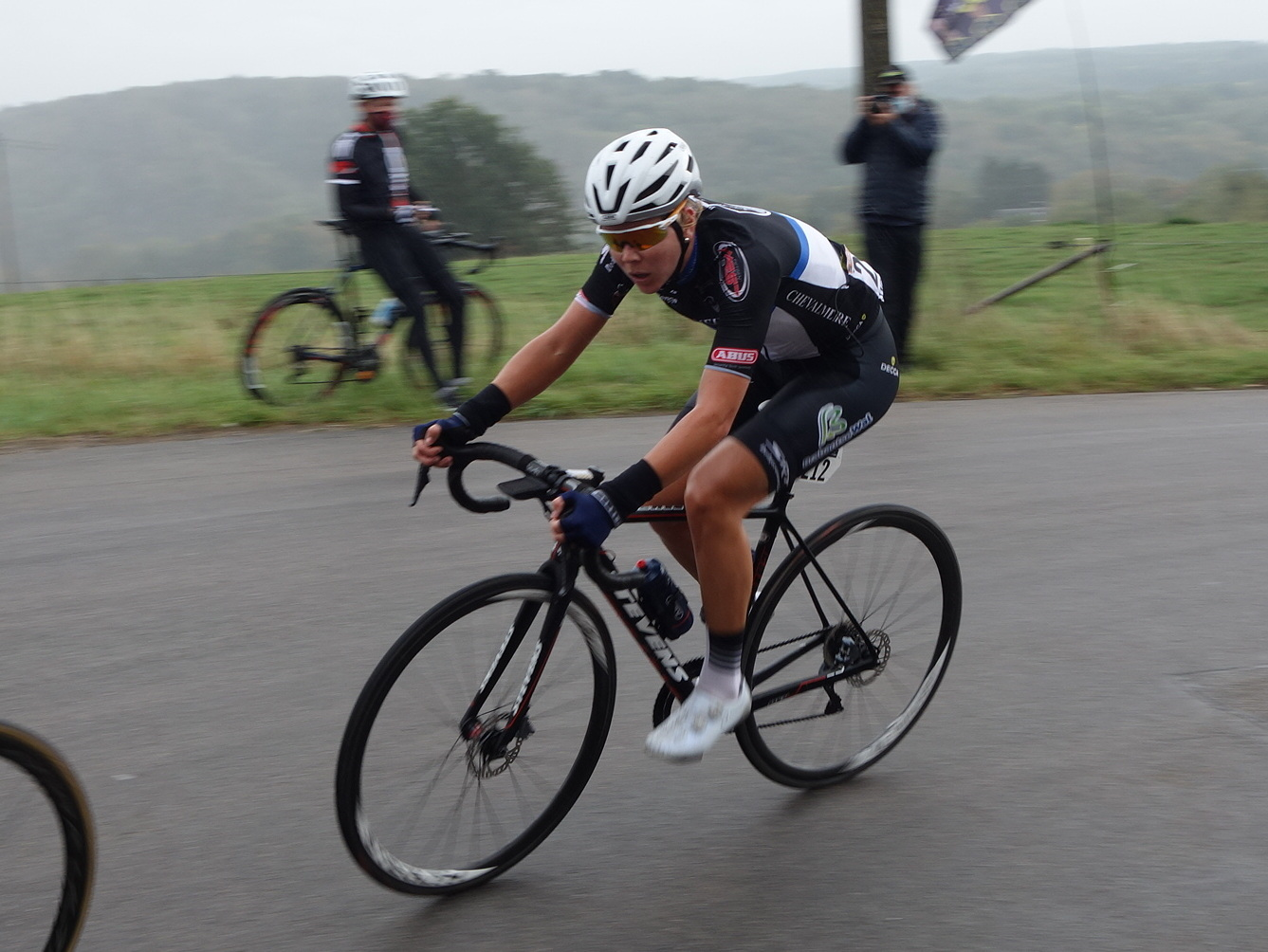
De Jong in de Waalse Pijl 2020.

#### Overwinningen
2014
2e etappe (TTT) Lotto Belisol Belgium Tour
2015
Erondegemse Pijl
Open de Suède Vårgårda (TTT)
6e etappe Holland Ladies Tour
2016
2e etappe A (ITT) Giro del Trentino Alto Adige-Südtirol
2e etappe B Giro del Trentino Alto Adige-Südtirol
Puntenklassement Giro del Trentino Alto Adige-Südtirol
9e etappe Giro Rosa
Jongerenklassement Ladies Tour of Norway
2021
Bergklassement Festival Elsy Jacobs
Grote Prijs Beerens
2022
Ronde de Mouscron
2024
Puntenklassement Ronde van Normandië
Punten- en bergklassement Ronde van Bretagne
1e en 2e etappe Ronde van de Ardèche
Eind-, punten- en bergklassement Ronde van de Ardèche
2e etappe Tour de la Semois
Bergklassement Tour de la Semois
2025
Trofeo Binissalem-Andratx

#### Resultaten in voornaamste wedstrijden
| Jaar | Ronde van Italië | Ronde van Frankrijk | Ronde van Spanje |
| ---- | ---------------- | ------------------- | ---------------- |
| 2012 |                  |                     |                  |
| 2013 |                  |                     |                  |
| 2014 |                  |                     |                  |
| 2015 | 22e              |                     |                  |
| 2016 | 19e              |                     |                  |
| 2017 |                  |                     |                  |
| 2018 |                  |                     |                  |
| 2019 |                  |                     |                  |
| 2020 |                  |                     |                  |
| 2021 |                  |                     |                  |
| 2022 | 32e              | 69e                 |                  |
| 2023 |                  | 66e                 |                  |
| 2024 |                  | 10e                 | 16e              |
| 2025 |                  | 68e                 | 16e              |

| Jaar | Gent-Wevelgem | Ronde van Vlaanderen | Amstel Gold Race | Luik-Bast.‑Luik | Omloop Het Nieuwsblad | Ronde van Drenthe | Waalse Pijl |  | WK op de weg |
| ---- | ------------- | -------------------- | ---------------- | --------------- | --------------------- | ----------------- | ----------- |  | ------------ |
| 2012 |               |                      |                  |                 | 19e                   |                   |             |  |              |
| 2013 |               |                      |                  |                 | 35e                   |                   |             |  |              |
| 2014 | 14e           |                      |                  |                 | 19e                   | 17e               |             |  | opgave       |
| 2015 | opgave        |                      |                  |                 |                       |                   |             |  |              |
| 2016 | 46e           | 49e                  |                  |                 |                       |                   |             |  |              |
| 2017 | 91e           | 42e                  | 29e              | opgave          |                       |                   | 86e         |  |              |
| 2018 | opgave        | opgave               | opgave           |                 | 19e                   | opgave            |             |  |              |
| 2019 |               |                      |                  |                 |                       |                   |             |  |              |
| 2020 |               |                      |                  |                 |                       |                   | opgave      |  |              |
| 2021 | 21e           | 41e                  | 38e              | 36e             | 52e                   |                   | 43e         |  |              |
| 2022 |               |                      |                  |                 |                       | 54e               |             |  |              |
| 2023 |               |                      |                  |                 |                       | 68e               |             |  |              |
| 2024 | 8e            | 15e                  |                  |                 | 5e                    |                   |             |  | opgave       |
| 2025 |               |                      |                  |                 |                       |                   |             |  |              |

| Resultaten in etappewedstrijden |                                       |                |                       |                             |                             |                  |                     |
| Jaar                            | Giro del Trentino Alto Adige-Südtirol | Giro Rosa      | Tour de France Femmes | Ronde van Bretagne          | Ronde van Noorwegen         | Ronde van België | Holland Ladies Tour |
| 2011                            |                                       |                |                       | 8e                          |                             |                  |                     |
| 2012                            |                                       |                |                       |                             |                             | 68e              |                     |
| 2013                            |                                       |                |                       | Zilver · Jongerenklassement |                             | 6e               |                     |
| 2014                            |                                       |                |                       |                             | 10e                         | · (1 etappe)     |                     |
| 2015                            |                                       | 22e            |                       |                             |                             |                  | 4e (1 etappe)       |
| 2016                            | 6e (2 etappes)                        | 19e (1 etappe) |                       |                             | Zilver · Jongerenklassement | 12e              |                     |
| 2017                            |                                       |                |                       |                             |                             | DNF              | DNF                 |
| 2018                            |                                       |                |                       |                             |                             |                  |                     |
| 2019                            |                                       |                |                       |                             |                             | DNF              |                     |
| 2020                            |                                       |                |                       |                             |                             |                  |                     |
| 2021                            |                                       |                |                       |                             |                             |                  |                     |
| 2022                            |                                       | 32e            | 69e                   |                             |                             |                  |                     |
| 2023                            |                                       |                | 66e                   |                             |                             |                  | 52e                 |

## Ploegen
- 2012  - Rabobank-Liv Woman
- 2013  - Rabo-Liv
- 2014  - Rabo-Liv
- 2015  - Rabo-Liv
- 2016  - Rabo-Liv
- 2017  - Lares-Waowdeals
- 2018  - Experza-Footlogix

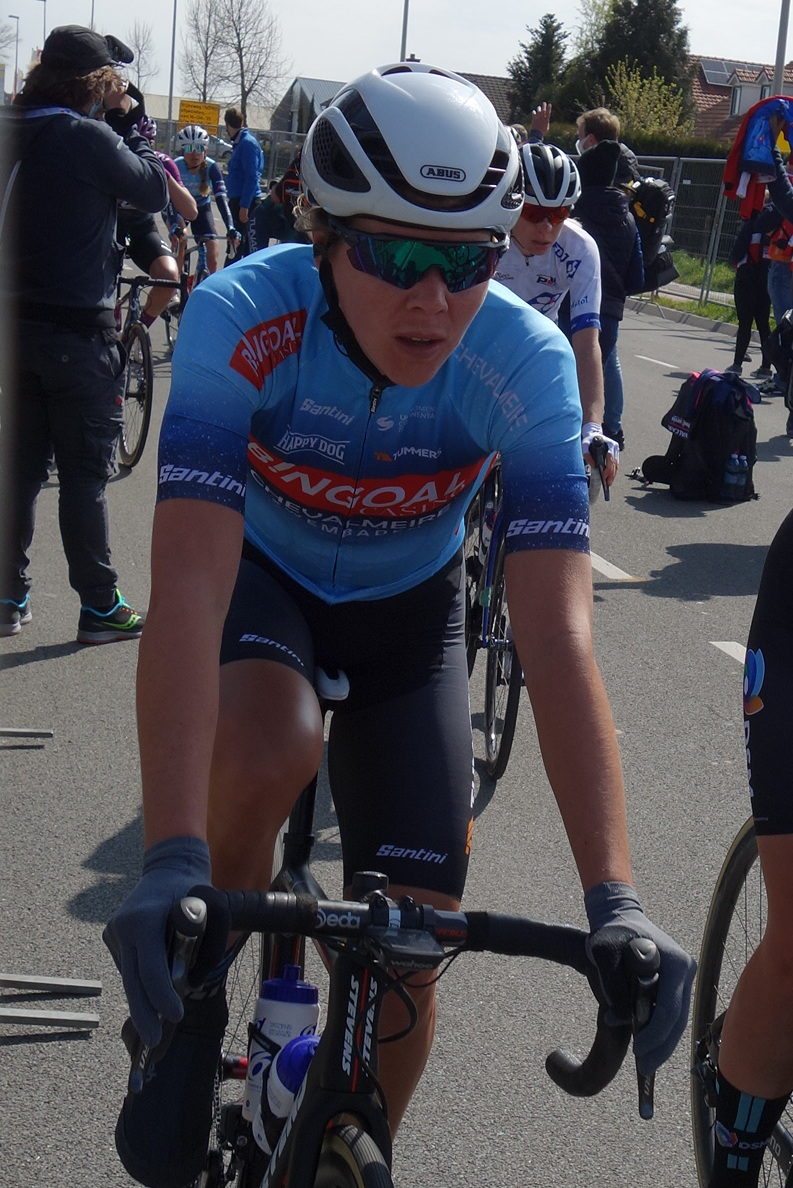
De Jong namens Bingoal Casino-Chevalmeire in de Amstel Gold Race 2021.

- 2019  - Multum Accountants-LSK
- 2020  - Chevalmeire
- 2021  - Bingoal Casino-Chevalmeire
- 2022  - Liv Racing Xstra
- 2023  - Liv Racing TeqFind
- 2024  - Lotto Dstny Ladies
- 2025  – Human Powered Health

Antoshina · De Jong · De Vocht · Düster · Ferrand-Prévot · Kitchen · Knetemann · Slappendel · Stultiens · Talen · Van Paassen · Van Vleuten · Vos
Brand · De Jong · De Vocht · Ferrand-Prévot · Guarnier · Knetemann · Neff · Niewiadoma · Slappendel · Stultiens · Talen · Van Paassen · Van Vleuten · Vos
Brand · De Jong · Ferrand-Prévot · Knauer · Knetemann · Niewiadoma · Slappendel · Stultiens · Tenniglo · Van der Breggen · Van Paassen · Van Vleuten · Vos
Brand · De Jong · Ferrand-Prévot · Gillow · Knauer · Knetemann · Korevaar · Koster · Niewiadoma · Stultiens · Tenniglo · Van der Breggen · Vos
Brand · De Jong · Ferrand-Prévot · Gillow · Kastelijn · Knetemann · Korevaar · Koster · Niewiadoma · Tenniglo · Van der Breggen · Vos
Barbieri · Buurman · de Jong(vanaf 1/6) · Demey · van der Hulst · Jackson · Jaskulska · Korevaar · McGowan · Neumanová · Ragusa · Smulders · Stultiens · Ton
Andersson · Barbieri · Buurman · Demey · García · van der Hulst · Jaskulska · de Jong · Korevaar · McGowan · Neumanová · Ragusa · Smulders · Stultiens · Ton
Aintila · Arens · Bastiaenssen · Boels · De Clercq · De Keersmaeker · Docx · Gielkens · Greve · van de Guchte · Hendrickx · de Jong · Nicolaes · Scott · Vervloet · van Wersch
Blanco · Borghesi · Cipressi · Coles-Lyster · Edwards · Grossetête · de Jong · Kasper · Malcotti · Mitterwallner · D. Pikulik · W. Pikulik · Raaijmakers · Ragusa · Schweinberger · Williams · Zanardi